# Пономаренко, Виталий Николаевич
Виталий Николаевич Пономаренко (род. 23 января 1969, Киев) — советский и украинский футболист, защитник.

## Биография
Пономаренко является воспитанником футбольной школы «Динамо Киев», в 1987 году он был заявлен за первую команду, но за два года так и не сыграл за киевский клуб ни одного матча. В 1989 году он перешёл в «Динамо» белоцерковское, где стал игроком основы, провёл три сезона, в которых сыграл 107 матчей. После распада СССР на Пономаренко снова обратили внимание представители «Динамо Киев». 14 марта 1993 года он всё-таки дебютировал в столичном клубе, соперником был одесский «Черноморец», «Динамо» одержало победу с минимальным счётом. Выступая за «Динамо», Пономаренко также участвовал в матчах дубля и отдавался в аренду «Борисфену». В 1995 году игрок перешёл в чемпионат России, подписав контракт с «Динамо-Газовик». По итогам сезона клуб был понижен в классе. После ещё одного сезона с «Динамо» и «Ураланом» Пономаренко завершил карьеру.